# Bulgaarse Rode Kruis
Het Bulgaarse Rode Kruis (of BRC) werd opgericht in 1878 na de bevrijding van het vorstendom Bulgarije en de regio Oost-Roemië van het Ottomaanse Rijk. De eerste BRC-organisatie werd in mei 1878 in Sofia opgericht. De regionale gouverneur, V.P. Alabin rekruteerde veel prominente burgers van de stad en leidde hun werk in het eerste BRC. De twee Bulgaarse provincies, het vorstendom Bulgarije en Oost-Roemelië, werden verenigd op 20 september 1885. Vervolgens werd de Nationale Organisatie van de BRC opgericht, met goedkeuring van de standbeelden van de organisatie door de eerste Bulgaarse prins, prins Alexander van Battenberg. Op 20 oktober 1885 werd het BRC erkend door en lid geworden van het Internationaal Comité van het Rode Kruis (ICRC). Belangrijke bijdragen geleverd door tsaar Boris III in de periode 1918–1943, waardoor de organisatie de mogelijkheid kreeg om zichzelf te vestigen en de eerste stappen te zetten op weg naar het creëren van een Bulgaars sociaal gezondheidszorgsysteem.
Het hoofdkantoor van het BRC is gevestigd in de Bulgaarse hoofdstad Sofia. Het BRC heeft vestigingen in Blagoëvgrad, Boergas, Varna, Veliko Tarnovo, Vidin, Vratsa, Gabrovo, Dobritsj, Kardzjali, Kjoestendil, Lovetsj, Montana, Pazardzjik, Pernik, Pleven, Plovdiv, Razgrad, Roese, Silistra, Sliven, Smoljan, Sofia, Stara Zagora, Targovisjte, Chaskovo, Sjoemen en Jambol.